# Campionati mondiali di pugilato dilettanti femminile 2023
I campionati mondiali di pugilato dilettanti femminile 2023 si sono svolti, sotto la direzione dell'IBA, a Nuova Delhi, in India, dal 15 al 26 marzo 2023.
La manifestazione è stata boicottata da 17 paesi (rappresentati da 19 federazioni) a causa della decisione della IBA di accettare la partecipazione delle atlete di Russia e Bielorussia.

## Calendario
Gli orari sono locali (UTC+5:30).
| Data        | Ora   | Fase             |
| ----------- | ----- | ---------------- |
| 16–21 marzo | 14:00 | Eliminatorie     |
| 16–21 marzo | 18:00 | Eliminatorie     |
| 22 marzo    | 14:00 | Quarti di finale |
| 22 marzo    | 18:00 | Quarti di finale |
| 23 marzo    | 18:00 | Semifinali       |
| 25–26 marzo | 18:00 | Finali           |

## Risultati
| Categoria     | Oro                  | Argento                  | Bronzo                                      |
| Paglia        | Nitu Ghanghas        | Lutsaikhany Altantsetseg | Alwa Balkïbekova Yasmine Moutaqui           |
| Mosca leggeri | Nikhat Zareen        | Nguyễn Thị Tâm           | Ingrit Valencia Wassila Lkhadiri            |
| Mosca         | Wu Yu                | Sirine Charaabi          | Julija Apanasovič Rinka Kinoshita           |
| Gallo         | Huang Hsiao-wen      | Yeni Arias               | Jutamas Jitpong Möngöntsetsegiin Enkhjargal |
| Piuma         | Irma Testa           | Karïma Ïbragïmova        | Amina Zidani Svetlana Staneva               |
| Leggeri       | Beatriz Ferreira     | Angie Valdés             | Oh Yeon-ji Yang Wenlu                       |
| Superleggeri  | Yang Chengyu         | Natal'ja Syčugova        | Camila Camilo Fatia Benmessahel             |
| Welter        | Yang Liu             | Janjaem Suwannapheng     | Navbahor Hamidova Nadežda Rjabec            |
| Superwelter   | Anastasija Demurčjan | Kaye Scott               | Zhou Pan Bárbara Santos                     |
| Medi          | Lovlina Borgohain    | Caitlin Parker           | Li Qian Valentina Chal'zova                 |
| Mediomassimi  | Saweety Boora        | Wang Lina                | Emma-Sue Greentree Farïza Şoltay            |
| Massimi       | Khadija El-Mardi     | Lyazzat Kwngeybaeva      | Diana Pjatak Aynur Rzayeva                  |

1. ↑  La medaglia di bronzo originale, Lin Yu-ting di Taipei Cinese, fu squalificata per non aver rispettato le regole di eleggibità per genere.[6]
2. 1 2  La finalista originale, l'algerina Imane Khelif, fu squalificata perché considerata biologicamente uomo dall'IBA (quest'ultima federazione non risulta riconosciuta dal Comitato Olimpico Internazionale). [7]

## Medagliere
| Pos.   | Paese         | Oro | Argento | Bronzo | Totale |
| ------ | ------------- | --- | ------- | ------ | ------ |
| 1      | India         | 4   | 0       | 0      | 4      |
| 2      | Cina          | 3   | 1       | 3      | 7      |
| 3      | Russia        | 1   | 1       | 1      | 3      |
| 4      | Italia        | 1   | 1       | 0      | 2      |
| 5      | Brasile       | 1   | 0       | 1      | 2      |
| 5      | Marocco       | 1   | 0       | 1      | 2      |
| 7      | Taipei cinese | 1   | 0       | 0      | 1      |
| 8      | Kazakistan    | 0   | 2       | 4      | 6      |
| 9      | Colombia      | 0   | 2       | 2      | 4      |
| 10     | Australia     | 0   | 2       | 1      | 3      |
| 11     | Mongolia      | 0   | 1       | 1      | 2      |
| 11     | Thailandia    | 0   | 1       | 1      | 2      |
| 13     | Vietnam       | 0   | 1       | 0      | 1      |
| 14     | Francia       | 0   | 0       | 3      | 3      |
| 15     | Azerbaigian   | 0   | 0       | 1      | 1      |
| 15     | Bielorussia   | 0   | 0       | 1      | 1      |
| 15     | Bulgaria      | 0   | 0       | 1      | 1      |
| 15     | Corea del Sud | 0   | 0       | 1      | 1      |
| 15     | Giappone      | 0   | 0       | 1      | 1      |
| 15     | Uzbekistan    | 0   | 0       | 1      | 1      |
| Totale | Totale        | 12  | 12      | 24     | 48     |